# Kieron Freeman
Kieron Samuel Freeman (Nottingham, 21 marzo 1992) è un calciatore gallese, difensore del Spalding Utd.

## Carriera

### Nazionale
Ha giocato nelle nazionali giovanili gallesi Under-17, Under-19 ed Under-21.
Nel 2018 ha giocato una partita con la nazionale maggiore.

## Palmarès

### Club

#### Competizioni nazionali
- Football League One: 1

Sheffield United: 2016-2017